# Euphrasia Donnelly
Pour les articles homonymes, voir Donnelly.
Euphrasia Louise Donnelly, née le 6 juin 1905 à Indianapolis et morte le 20 mai 1963 à Warsaw (Indiana), est une nageuse américaine.

## Biographie
Aux Jeux olympiques d'été de 1924 à Paris, Euphrasia Donnelly remporte la médaille d'or du relais 4x100 mètres nage libre avec Gertrude Ederle, Ethel Lackie et Mariechen Wehselau.